# ガーデンオーダー
『ガーデンオーダー』は、久保田悠羅／F.E.A.R.が製作した現代伝奇RPG（テーブルトークRPG）。
2015年9月に富士見書房（KADOKAWA）から出版された。
プレイヤーは国連組織「ガーデン」に所属する、異能力者「オーダー」を演じることで、人類を殺戮する謎の生命体「ネフィリム」との戦いに身を投じることになる。
異能力者「オーダー」は、ひとりにつきひとつの特性能力を持っている。

## 世界設定
『ガーデンオーダー』の世界は2015年現在の地球とよく似ているが、人類の天敵となる魔物「ネフィリム」が存在している。
ネフィリムには普通の武器・兵器がほとんど通用しない。
ネフィリムに対抗できるのは、「オーダー」と呼ばれる超能力を持つ人物だけである。

### ネフィリム
ネフィリムと呼ばれる存在は、この世界ではないどこかから呼び出されていると考えられている。
今より約70年前、世界大戦と呼ばれる状況で、ネフィリムの出現が初めて確認された。
ネフィリムは基本的に人間よりも大きく、個体によって様々な生物の特徴を備えている。
虫のような個体、四足歩行獣のような個体、竜のような個体、人型のような個体と外見は様々である。

### オーダー
偏性異能特性体（Obligate Rarity Differential Extra-Race : ORDER）の略称。
魔法あるいは超能力としか呼べない能力を持つ人類である。
今より約30年前に、オーダーの存在が初めて確認された。
普通の武器・兵器がほとんど通用しないネフィリムに対しても、オーダーの特性能力は有効に通用するため、
各国政府は「ネフィリムとの戦いの尖兵となる」ことと引き換えに、オーダーの人権を認めている。
オーダーには、髪・瞳・肌の一部に通常の人間とは異なる色素が現れる。
特性能力を象徴するこの色を「スペックカラー」と呼ぶ。

### ガーデン
組織（Genetic Ability Response Department of Eliminated Nephilim : GARDEN）の略称。
オーダーを捜索して登録する、国際連合の組織である。

## システム

### 行為判定
行為判定システムは、基本的には100面ダイス（1D100 または 2D10）によるパーセンテージロールであり、修正を加えた目標値以下の値の出目が出ると成功となる。
修正を加えた目標値の1/5以下（端数切り捨て）の出目を出した場合、行為判定はクリティカル（絶対成功）扱いとなる。
目標値が99以下であれば96から00（100）の出目を出した場合、目標値が100以上であれば99から00（100）の出目を出した場合、行為判定はファンブル（絶対失敗）扱いとなる。
対決判定で両者が同じ結果（例えば両者成功）の場合、ダイスの出目が小さい方が勝利する。

### 技能
技能にはそれぞれ「基本成功率」が設定されている。
プレイヤーキャラクターの作成では、250％分の成功率を任意の技能に割り振り、それぞれの基本成功率と合計して成功率にする。

### オーバーブースト
身体と精神の限界を超えた力を発揮する、オーダーの切り札となる能力である。
「攻撃ダメージ＋10」「判定ダイスの10の位と1の位を入れ替える」という効果を、それぞれ1シナリオに1回まで使用できる。
オーバーブーストを使用するとダメージ（致命傷）を受ける。
このダメージ（致命傷）は、バディのキャラクターが肩代わりすることもできる。

### 連続攻撃
命中判定に使用する技能の成功率が100％以上の場合、連続攻撃を宣言して複数回の攻撃を行なうことができる。
この場合には、成功率は攻撃回数で割られた値となる。
また、最終的な成功率（割られた値）は50％以上でなければならない。
例えば、成功率165％では3回攻撃（割られた値は55％）までが可能となる。

## 特性能力
- 発火能力 - イグニッションバースト。物質を燃焼させる能力。自身の望む範囲だけを燃焼させることもできる。
- 精神投影 - イメージリアライズ。テレパシーによって他人の心や記憶を操作する能力。
- 風候操作 - ウェザーキャスト。風と真空を操作する能力。局所的に天候を作り出すこともできる。
- 電磁操作 - エレクトロニックダンス。電気・磁気を操作する能力。機械を操作することもできる。
- 光波干渉 - オプティカルインタフィア。光を増幅・屈折・反射することのできる能力。X線や電波にも干渉できる。
- 重力操作 - グラビティフォール。重力を増加・減少させる能力。引力だけではなく斥力を作り出すこともできる。
- 感覚強化 - シックスセンス。自身の五感を強化する能力。自身の感覚のみを加速することもできる。
- 氷結能力 - フリーズバインド。物質の温度を低下させる能力。特に水分は扱いやすいとされる。
- 物質転移 - マテリアルトランスレーション。生物ではない物体の性質を変化させる能力。物体錬成までの効果はない。
- 身体強化 - リミットブレイク。自身の肉体を強化する能力。素手でコンクリートを打ち砕けるようになる。
- 音響操作 - ソニックモデュレーター。音と振動を操作する能力[1]。
- 空間歪曲 - フィールドディストーション。空間を歪めたり削り取ったりする能力。遠くから道具を取り寄せることもできる[1]。